# Messier 93
Messier 93 (também conhecido como M93 ou NGC 2447) é um aglomerado estelar aberto localizado na constelação de Puppis a 3 600 anos-luz da Terra. Foi descoberto por Charles Messier em 1781. Possui um raio de 10 anos-luz e uma dimensão aparente de 22,0 minutos de arco.

## Descoberta e visualização
O aglomerado aberto foi um dos últimos objetos do céu profundo descobertos pelo astrônomo francês Charles Messier, que o catalogou em 20 de março de 1781.

## Características
É um dos menores aglomerados abertos pertencentes ao catálogo de Messier. Contudo, é um aglomerado brilhante, composto de 80 estrelas espalhadas em uma área da esfera celeste de 22 minutos de grau, correspondendo a um diâmetro real de 25 anos-luz, considerando sua distância em relação à Terra de 3 600 anos-luz.
Suas estrelas mais brilhantes pertencem à classe espectral B9, gigantes azuis, que indicam sua idade em cerca de 100 milhões de anos. É um aglomerado aberto de tipo I,3,r.